# Куйбакаров, Хушвакт Раджабович
Хушвакт Раджабович Куйбакаров (1930 — ?) — советский узбекистанский государственный деятель.
Член КПСС с 1955 г. Образование: окончил Самаркандский сельскохозяйственный институт и Высшую партийную школу при ЦК КПСС.
С 1952 г. на хозяйственной, партийной и политической работе:
- главный агроном II Камашинской МТС,
- зам. зав. сельхозотделом Кашкадарьинского обкома КП Узбекистана,
- председатель Касанского райисполкома,
- заместитель секретаря — зав. орготделом парткома Каршинского производственного управления,
- начальник Каршинского производственного управления.
- с 1965 г. секретарь Кашкадарьинского обкома КП Узбекистана,
- первый секретарь Ульяновского райкома КП Узбекистана,
- 1973—1975 председатель Кашкадарьинского облисполкома.
- с 1975 г. первый заместитель министра сельского хозяйства Узбекской ССР
- с 29.12.1978 министр заготовок Узбекской ССР
- с ноября 1986 министр зерновых продуктов Узбекской ССР.

Депутат Верховного Совета Узбекской ССР 9-10-го созывов.
Награждён Почётной грамотой Президиума Верховного Совета Узбекской ССР (1979).